# Hrbokov
Hrbokov je malá vesnice, část městyse Bojanov v okrese Chrudim. Nachází se asi 3,5 km na severozápad od Bojanova. Prochází zde silnice II/340 a silnice II/341. Hrbokov je také název katastrálního území o rozloze 5,32 km².

## Historie
První písemná zmínka o vesnici pochází z roku 1349.

## Pamětihodnosti
- Kostel svatého Václava (v interiéru fresky Vojmíra Vokolka z let 1958–1962).